# 敬老之日
敬老之日（日语：／ Keirō no hi */?）為日本的節日，日期在9月第三個星期一。

## 概要
按照「全國性的節日法律條文」第2條（第178號7月20日全國假日法，昭和23年發佈）第2條，是敬老節，受到愛與尊重的老人一直致力於社會，這節日「多年來，主旨為慶祝長壽」的。
2002年（平成14年）開始，敬老日第一次在9月15日，而按照在2001年（平成13年）制定的「快樂星期一制度」，在2003年（平成15年）以後成為9月第三個星期一 。（不過在那個時候，國會議員還在爭論，有關日期的變化，有人表示遺憾），2003年的第一個敬老之日是在9月15日，2004年（平成16年）9月20日是之後的第二個。但應注意到，當等到第三個敬老日卻不是星期一，因此老人協會紛紛排斥，2001年（平成13年）9月15日的老者的日被更動，第5條「老人福祉法」修改，變成固定在9月第三個星期一，所以又稱為「每星期之間的老人日」。

## 敬老日開始
兵庫縣多可郡的野間谷村門脇政夫村長（後來兵庫縣議會眾議員）在1947年（昭和22年）即開始建議山本晃和副市長設立「年長者之日」（としよりの日）。「看重的是老人，讓村里長作出推動尊敬老人的智慧的幫助」，「農業淡季」的狀況於九月中旬，因此一開始定為9月15日，而開啟了有關敬老的話題。
1950年由兵庫縣開使全面實施，之後蔓延到全國各地。許多人覺得老人應該被受到尊重，也有人要野間谷村向政府提出使用這個節日的普遍性。因此接著日本節日增加了敬老日（許多人認為擁有兒童節和成人節卻沒有敬老日很荒唐）。出於這個原因，這個節日不像母親節是由國外傳進來的，它與中國的重陽節的性質類似。
還有一個神話是說「欽明天皇和聖德太子到四天王寺的悲田院參拜後，以御幸瀑布的流量經算命後得知了敬老節的日期」，但這僅是民間流傳的一種傳說，無法考證，幾乎可以否定。
1958年（昭和33年）郵政省（當時）已經公布了「老的日子」這種特殊的日子，不過沖繩縣卻仍然叫「老日」直到許多年以後。1968年（昭和43年）、紀念郵票開始發行。
特別的是「八千代町」地區引入小學公約倡導中小學生於暑假作業撰寫有關讚賞長者的報告或長者的榮譽，還有寫信給當地長老，並以此感到驕傲。

## 法案修訂前的敬老節
以下为1966-2002期间的9月15日
- 星期日 ：1968年，1974年，1985年，1991年，1996年，2002年
- 星期一 ：1969年，1975年，1980年，1986年，1997年
- 星期二 ：1970年，1981年，1987年，1992年，1998年
- 星期三 ：1971年，1976年，1982年，1993年，1999年
- 星期四 ：1966年，1977年，1983年，1988年，1994年
- 星期五 ：1967年，1972年，1978年，1989年，1995年，2000年
- 星期六：1973年，1979年，1984年，1990年，2001年

## 法案修訂後的敬老節
以下日期均为星期一。
- 9月15日（之前的「快樂星期一制度」所規定的） - 2003年、2008年、2014年
- 9月16日（「快樂星期一制度」修改後所規定的） - 2013年、2019年、2024年
- 9月17日 - 2007年、2012年、2018年
- 9月18日 - 2006年、2017年、2023年
- 9月19日 - 2005年、2011年、2016年、2022年
- 9月20日 - 2004年、2010年、2021年
- 9月21日 - 2009年、2015年、2020年